# Paul Gore-Booth
Pour les articles homonymes, voir Gore et Booth.
Paul Henry Gore-Booth (3 février 1909 – 29 juin 1984), baron Gore-Booth à vie depuis 1969, est un diplomate britannique.

## Biographie
D'ascendance noble anglo-irlandais, Gore-Booth fait carrière diplomatique. Nommé ambassadeur en Birmanie de 1953 à 1956, puis sous-secrétaire-adjoint (chargé de l'Économie et des Finances) au Foreign & Commonwealth Office (1956–60), il sert comme haut-commissaire britannique à l'Inde de 1960 à 1965, puis secrétaire permanent au FCO, 1965–69. Il est nommé chef de service diplomatique de Sa Majesté en 1969. Gore-Booth sert à Londres jusqu'à 1969.
En 1969, suite sa retraite du corps diplomatique britannique, il est créé pair à vie en tant que baron Gore-Booth dans la pairie du Royaume-Uni. Il siège ensuite à la Chambre des lords jusqu'à sa mort en 1984.

## Notes

Blason patrilinéaire
Blason personnel
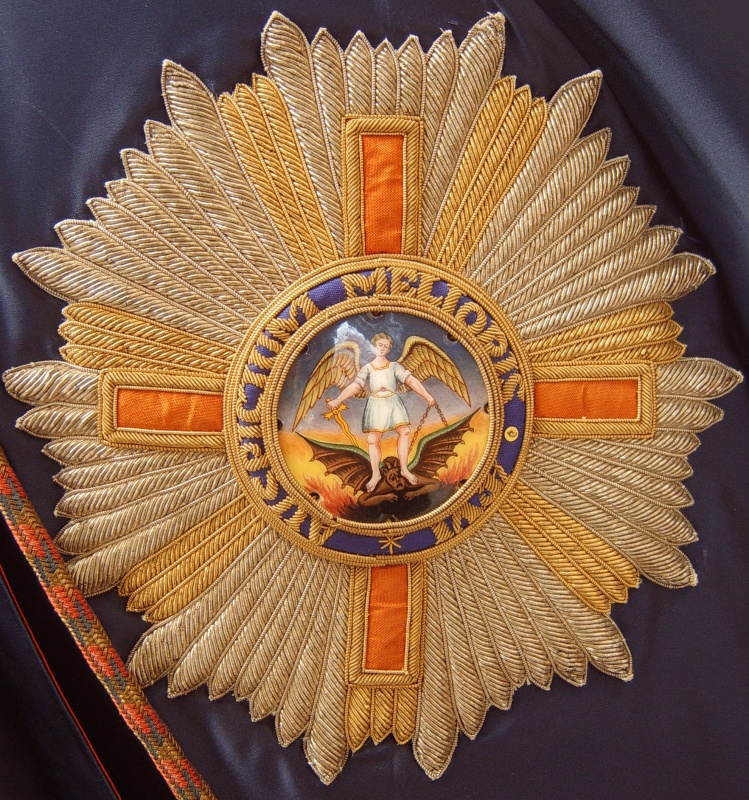
GCMG
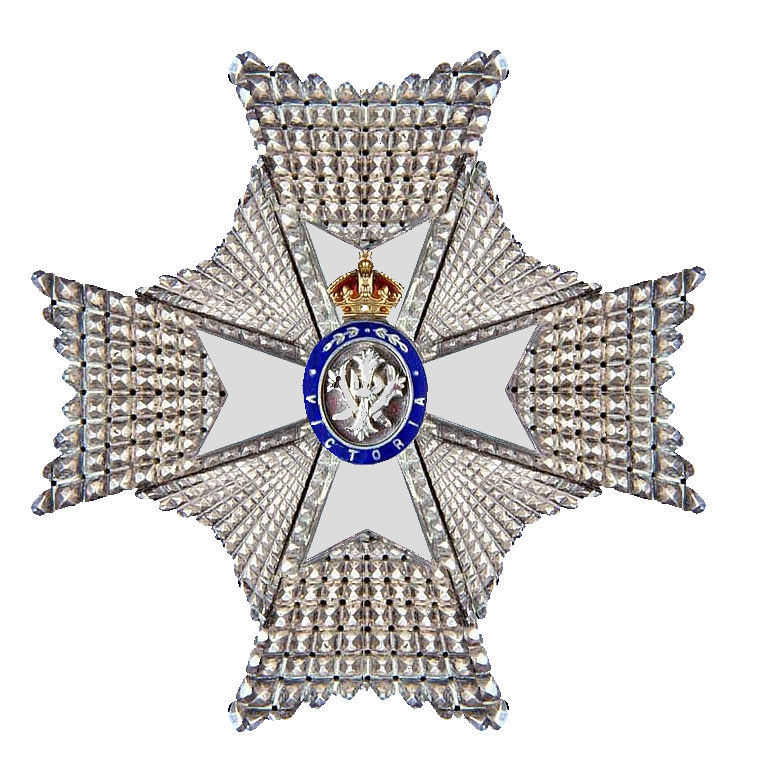
KCVO

## Distinctions honorifiques
- - Baron (à vie) (1969)
- - GCMG[3] (1965)
- - KCVO[3] (1961).